# ヴィルヘルム・シュルツェ
エミール・アウグスト・ヴィルヘルム・シュルツェ（Emil August Wilhelm Schultze、1840年3月28日 - 1924年6月16日）は、明治時代にお雇い外国人として来日したドイツの医師である。

## 経歴・人物
ベルリンに生まれ、同地のフリードリッヒ・ウィルヘルム医学校（ベルリン大学）卒業する。
卒業後軍医となり、普仏戦争に従軍し渡英した。ロンドンでジョセフ・リスターの門下となり、消毒法を発見した。帰国後、1874年（明治7年）12月に日本政府の招聘により来日した。同年7月にシュルツェの生まれ故郷に在住していた池田謙斎の依頼により、離日したレオポルト・ミュルレルの後継者となり、東京医学校（現在の東京大学医学部）で外科学を主に教鞭を執った。
滞日中は内科医を主に担当した同郷のアルブレヒト・ウェルニヒや後にシュルツェの後任者となるエルヴィン・ベルツ等と親交を持ち、医学における日本とドイツの関係を向上させた。また、イギリスで学んだリスター法を日本に伝える等、医療の近代化に貢献した。1877年（明治10年）に帰国を挟み1879年（明治12年）に再来日した。再来日後は富士山を登頂する等一躍有名となった。
1881年（明治14年）に正式に帰国した。帰国後も母国で医師を務めた。